# Gangstar: West Coast Hustle
Gangstar: West Coast Hustle este un joc open world cu mașini dezvoltat de Gameloft și inspirat din seria GTA. În septembrie 2010 a fost lansat cel de-al doilea joc din serie, Gangstar: Miami Vindication. În 2013 a fost lansat un alt joc din seria Gangstar, Gangstar City.